# Helena Bonet Rosado
Helena Bonet Rosado (València, 1953) és una arqueòloga valenciana llicenciada en Filosofia i Lletres per la Universitat de València (1976). El seu treball d'investigació s'ha centrat en l'estudi del món ibèric, particularment en el camp de la tipologia ceràmica, l'arquitectura i les formes d'ocupació del territori així com en l'àmbit de l'arqueologia experimental.
Ha desenvolupat la seua carrera professional en el Museu de Prehistòria de València. Va iniciar la seua relació amb aquesta institució col·laborant en diversos projectes d'investigació junt a Consuelo Mata Parreño: primer excavant en 1978 el Puntal dels Llops (Olocau); posteriorment, en 1984, el Castellet de Bernabé (Lliria), i en 1985 La Seña (Villar del Arzobispo). És en aquest mateix any quan accedeix com a becària del Museu de Prehistòria de València. Un any després passà a formar part del cos de funcionaris de la Diputació de València com tècnica d'arqueologia en el Museu de Prehistòria de València. Va adquirir el grau de Doctora en la Universitat de València en 1993 pel seu treball El Tossal de Sant Miquel de Llíria: l'antiga Edeta i el seu territori. En aquesta mateixa dècada encapçalà nous projectes, com els treballs de consolidació de La Bastida de les Alcusses (Moixent) així com el posterior estudi i excavació d'aquest poblat. L'any 1999 és nomenada Subdirectora del Museu de Prehistòria i de les Cultures de València i Cap del Servei d'Investigació Prehistòrica de la Diputació de València, i, des de 2004 s'encarrega de la seua direcció.
Resultat de la seua carrera professional són les més de 120 publicacions de caràcter científic i divulgatiu vinculades a la Cultura Ibèrica i el món pre-romà, la museologia i el patrimoni arqueològic.

## Publicacions
Llibres
- BONET,H. i MATA, C.: El poblado ibérico del Puntal dels LLops (Olocau, Valencia). Trabajos Varios del S.I.P., Valencia, 1981.
- BONET, H., LLORENS, M. i DE PEDRO, M.J. (eds.): Un siglo de Arqueología Valenciana. València, 1991.
- BONET, H.: El Tossal de Sant Miquel de Llíria: la antigua Edeta y su territorio. València, 1995.
- BONET, H. i MATA C.: El Puntal dels Llops. Un fortín edetano. Trabajos Varios del S.I.P. 99, Valencia, 2001.
- BONET, H., ALBIACH, R. i GOZALBES, M. (eds): Romanos y visigodos en tierras valencianas. Museo de Prehistoria de Valencia, 2003.
- BONET, H., DE PEDRO, Mª J., SÁNCHEZ, A. i FERRER, C. (eds): Arqueología en blanco y negro. La labor del SIP 1927-1950, 2006.
- SALAZAR J., DOMINGO I., AZKÁRRAGA J. i BONET H. (eds.): Mundos tribales: Una visión etnoarqueológica. Museu de Prehistoria, Valencia, 2008.
- BADAL, E., BONET, H. COLLADO, E., FABADO, F.J., FUENTES, M., IZQUIERDO, I., MATA, C., MORENO, A., NTINOU, M., QUIXAL, D., RIPOLLÉS, P.P. i SORIA. L.: Flora ibérica. De lo real a lo imaginario. Trabajos Varios del S.I.P., 111, Valencia, 2010.
- BONET, H. i VIVES-FERRÁNDIZ, J. (eds.): La Bastida de les Alcusses. 1928-2010. Museo de Prehistoria, Valencia, 2011.
- MATA, C., BONET, H. COLLADO, E., FUENTES, M., IZQUIERDO, I., MARLASCA, R., MORENO, PASCUAL J. Ll., QUESADA, F., QUIXAL, D., RIPOLLÉS, P.P., SANCHÍS, A., SORIA. L. I TORMO, C.: Fauna Ibérica. De lo real a lo imaginario (II). Trabajos Varios del S.I.P., 117, Valencia, 2014.
- BONET, H. i PONS, A.: Prehistoria y cómic. Museu de Prehistòria de València. 2016